# هنري دي غينويلاك
هنري بيير لويس دو فيردييه دي غينويلاك، المعروف باسم الأب هنري دي جينوياك، (15 مارس 1881، روان - 20 نوفمبر 1940، في منزل رجال الدين الخاص به في فيلين سور سين ) كان كاهنًا كاثوليكيا رومانيا فرنسيا، وعالم نقوش وعالم آثار متخصص في علم الآشوريات.

## سيرة
Henri de Genouillac هو الابن Casimir Charles Victor du Verdier، vicomte de Genouillac، وهو فارس من وسام جوقة الشرف وليونتين مارك.
و عندما نشر Tablettes sumériennes Archaïques, ترك انطباعًا قويًا بين علماء الآشوريات في عام 1909. و ايضا نشر جاستون ماسبيرو مراجعة مطولة لهذا العمل في مجلة Journal des débats بتاريخ 30 مارس 1909. في عام 1911، نشر La Trouvaille de Dréhem. أُرسل إلى القسطنطينية وعاد بمجلدات " مخزون ألواح تيلو" (1912-1921). في عام 1912، نشر كتابه "نصوص أمة الاقتصادية" ، ثم في عام 1930، نشر كتاب "نصوص دينية موجزة في متحف اللوفر" .
باحث في Département des antiquités orientales du musée du Louvre [الإنجليزية]
، تم تكليفه بتوجيه أعمال الحفريات في كيش بين يناير وأبريل 1912، مما سمح له بكتابة مجلدين من Fouilles françaises d'El-'Akhymer (1924-1925).
في عام 1926 نشر سيراميك كابادوكيان .
أعطيت له استئناف الحفريات في موقع تيلو في عام 1929. وأظهرت الأشياء التي تم العثور عليها خلال الحفريات السرية أن جميعها لم يتم اكتشافها بعد. هناك أشرف على ثلاث حملات تنقيب حتى عام 1931. وبعد ذلك، اعتبر أن صحته لا تسمح له بالاستمرار، فسلم إلى أندريه بارو إدارة أعمال التنقيب. وبعد عودته إلى فرنسا، كتب كتاب Fouilles de Telloh (1934–1936).
وقد ترك لمتحف الآثار الإقليمي في سين ماريتيم في روان مجموعته التي تضم 620 قطعة، والتي تم استلامها في المتحف في 17 مايو 1941.

### المنشورات
- العروض الأولى في كيش (1911–1912)
- فويل دي تيلوه . المهمة الأثرية لمتحف اللوفر ووزارة التعليم العام. المجلد الثاني : عصر أور، الأسرة الثالثة، ولارسا
- L'Église chrétienne au temps de saint Ignace d'Antioche ، G. Beauchesne، 1907 ;ص. 268
- ألواح ملخصة قديمة: مواد لخدمة تاريخ المجتمع السومري ، ب. جيوثنر، 1909 ;ص. 122
- Textes de l'époque d'Agadé et de l'époque d'Ur: fouilles d'Ernest de Sarzec en 1894, E. Leroux, 1910 ;ص. 66
- La Trouvaille de Dréhem: étude avec un choix de textes de Constantinople and Bruxelles ، P. Geuthner، 1911 ;ص. 20
- النصوص المسمارية. نصوص اقتصادية للأمة في عصرنا ، 1921
- Fouilles françaises d'El-Akhymer : العروض الأولى للبحث الأثري في كيش (1911–1912) ، المجلدان 1 و2، É. البطل، 1924
- (بالتعاون مع أندريه باروت ، رومان غيرشمان ، إتش. والبرت، إم. جاردينير، بي. بروفوست، جيه. لاكام)، فويل دو تيلوه ، بي. جيوثنر، 1934

## فهرس
- أندريه باروت، "هنري دي جينويلاك"، ص. 299-300 ، في سوريا ، سنة 1941 ، رقم 22-3-4 بيرسي

## روابط خارجية
- يبحث Premières في الآثار الأثرية في Kich on Persée
- كيش على انتيكفوريفر
- جينويلاك، هنري دي، آبي على CDLI
- مجموعة Genouillac في متحف الآثار